# Il commissario Heldt
Il commissario Heldt (Heldt) è una serie televisiva tedesca di genere poliziesco prodotta dal 2013 da Sony Pictures. Protagonista della serie, nel ruolo del commissario Nikolas Heldt, è l'attore Kai Schumann; altri interpreti principali sono Janine Kunze e Timo Dierkes.
La serie consta di 4 stagioni, per un totale di 51 episodi, della durata di 43 minuti ciascuno.
In Germania la serie trasmessa in prima visione dall'emittente televisiva ZDF: il primo episodio, intitolato in lingua originale Explosive Fracht, fu trasmesso in prima visione il 24 gennaio 2013. In Italia, la serie viene trasmessa in prima visione da Rai 2  a partire dal 12 novembre 2016.

## Trama
Il commissario Nikolas Heldt è a capo di una sezione della polizia criminale di Bochum: nella risoluzione dei casi è affiancato dal collega Detlev Grün e dal pubblico ministero Ellen Bannenberg.

## Episodi
| Stagione         | Puntate | Prima TV Germania | Prima TV Italia |
| ---------------- | ------- | ----------------- | --------------- |
| Prima stagione   | 6       | 2013              | 2016            |
| Seconda stagione | 12      | 2014              | 2016-2017       |
| Terza stagione   | 15      | 2015              | 2017            |
| Quarta stagione  | 18      | 2016              | inedita         |
| Quinta stagione  | 18      | 2017-2018         | inedita         |
| Sesta stagione   | 12      | 2018              | inedita         |
| Settima stagione | 15      | 2019-2020         | inedita         |
| Ottava stagione  | 12      | 2020-2021         | inedita         |

## Sigla TV
La sigla TV è Where Are We Runnin'? interpretata da Lenny Kravitz